# 2MASS J04510093-3402150
2MASS J04510093-3402150 ist ein Brauner Zwerg im Sternbild Grabstichel. Er wurde 2003 von Kelle L. Cruz et al. entdeckt. Er gehört der Spektralklasse L0,5 an.